# Abbaye Saint-Bavon de Gand

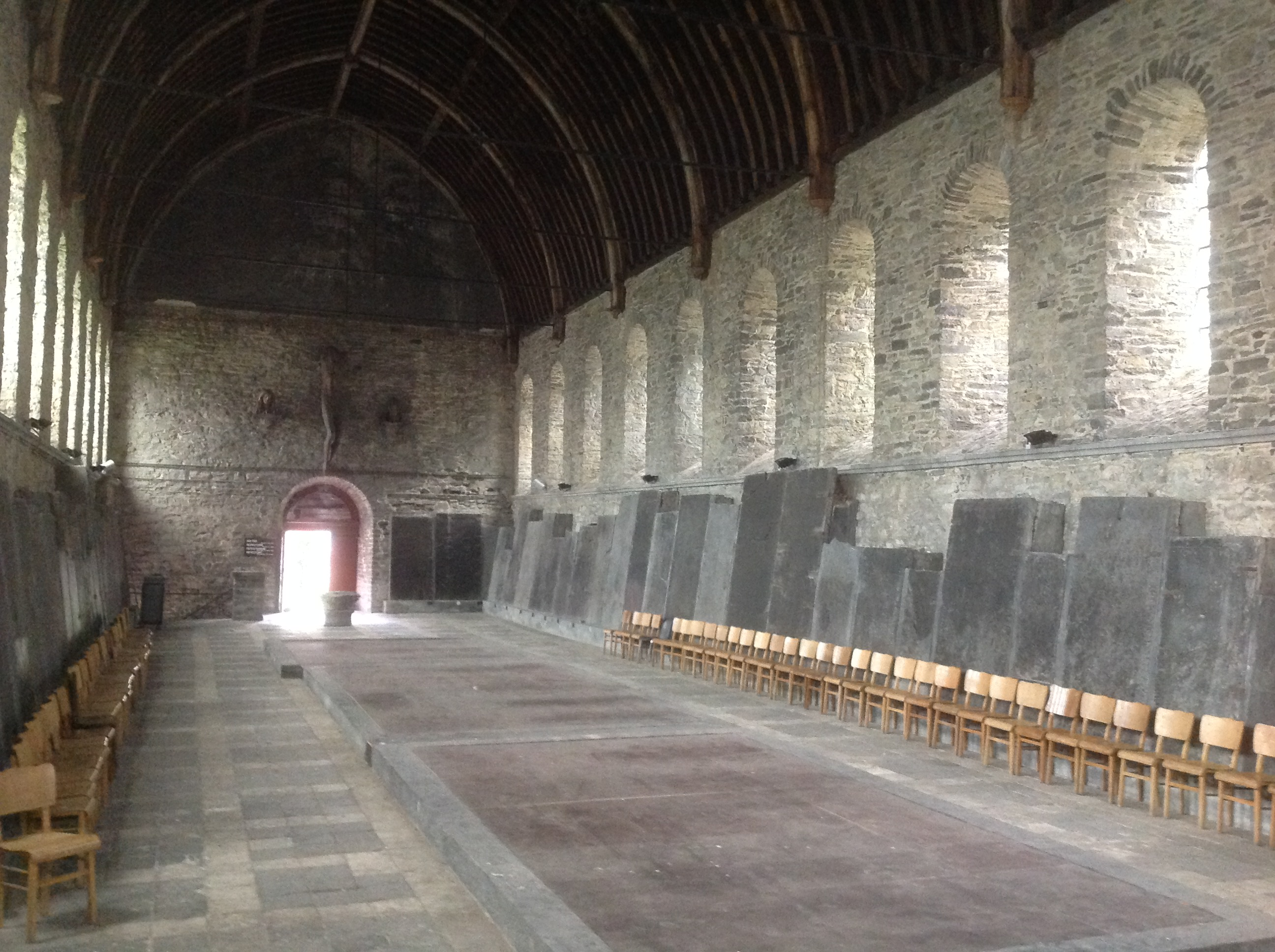
Réfectoire de l'abbaye Saint-Bavon

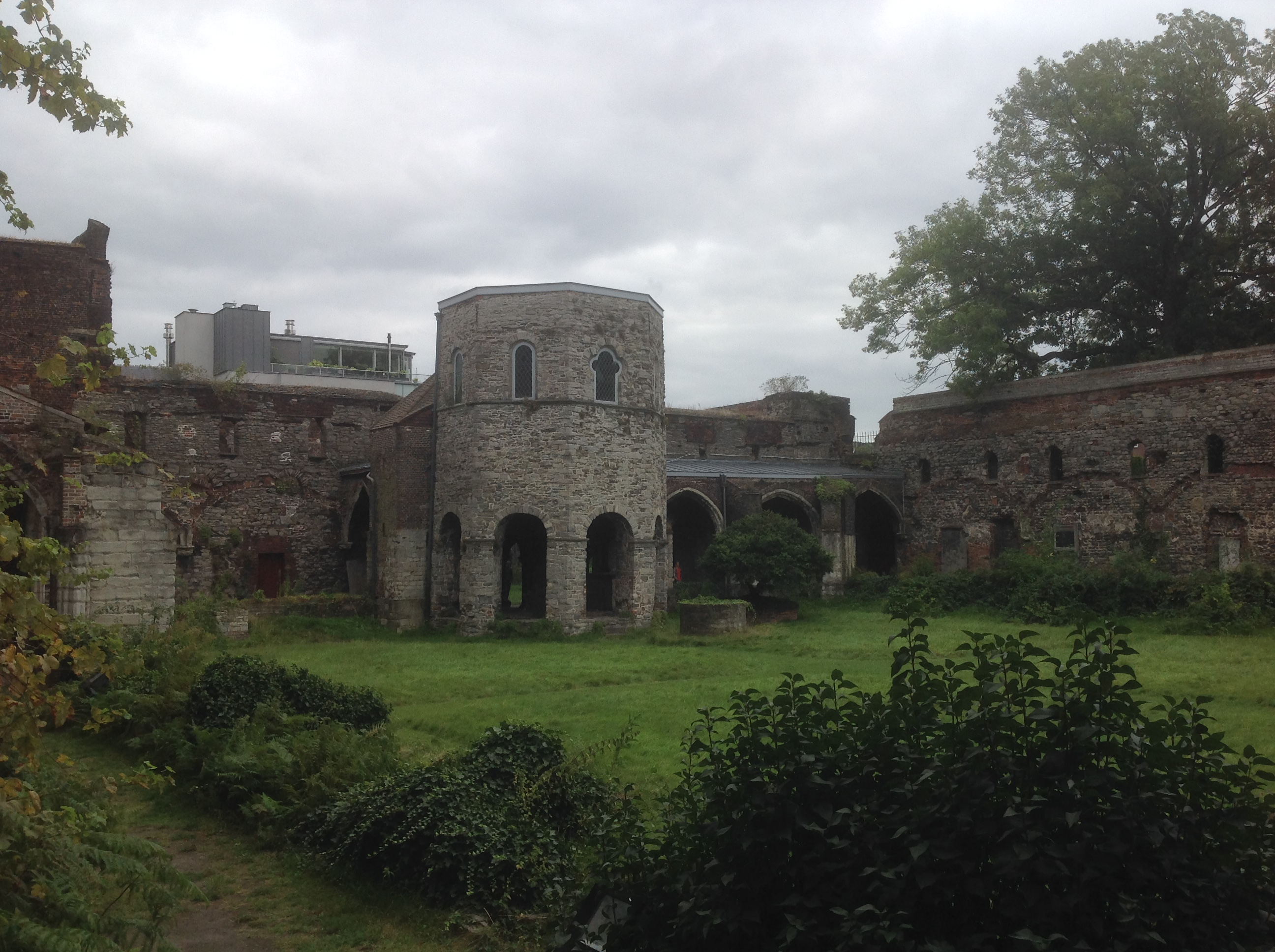
Le 'lavabo' dans le cloître de l'abbaye Saint-Bavon

 (janvier 2013).
Si vous disposez d'ouvrages ou d'articles de référence ou si vous connaissez des sites web de qualité traitant du thème abordé ici, merci de compléter l'article en donnant les références utiles à sa vérifiabilité et en les liant à la section « Notes et références ».
L'abbaye Saint-Bavon est un monastère bénédictin ayant existé entre le milieu du VIIe siècle et 1539. 
Il est fondé à Gand, en Belgique, à l'époque mérovingienne, par saint Amand. Il connaît une grande prospérité tout au long du Moyen Âge. Les moines se sécularisent en chanoines en 1536 et l’abbaye est supprimée en 1539, lorsque, en représailles contre les Gantois révoltés, Charles Quint décide de la transformer en une citadelle, le château des Espagnols. Ses ruines sont dégagées en 1830 au moment du démantèlement des bâtiments militaires. Une partie du cloître, de l'église abbatiale et de la salle du chapitre peuvent désormais se visiter.

## Histoire

### Fondation et premiers siècles
Saint Amand, soutenu par l’évêque de Noyon et par le roi mérovingien Dagobert, visite une première fois le Pagus gandensis vers 630, et y construit une église près du confluent de la Lys avec l’Escaut. Il est soutenu par saint Bavon, noble converti devenu moine et ermite. L'abbaye est donc fondée en 651. Saint Bavon, considéré comme le véritable fondateur de l’abbaye, meurt au monastère en 653. Au IXe siècle, de « Ganda » celle-ci prendra le nom de « Saint-Bavon ».
Autour de l’abbaye se développe un bourg, distinct de Gand, qui s’appelle Saint-Bavon. À la fin du VIIIe siècle, l’abbaye est en déclin. En 811, Eginhard, le secrétaire de Charlemagne, devient le gestionnaire responsable de l'abbaye, qui passe sous son contrôle vers 820. Eginhard a également autorité sur l'abbaye Saint-Pierre de Gand.
Après la mort de Charlemagne en 814 à Aix-la-Chapelle (Aachen), la Charte de Louis le Pieux est une charte de 819 de son fils l'empereur carolingien Louis le Pieux confirmant l'immunité de l'abbaye Saint-Bavon de Gand. Elle est le document administratif le plus ancien (1200 ans) relatif au territoire belge qui soit conservé de façon intacte. Elle est gardée aux Archives de l'État .
L’abbaye subit les attaques et pillages des Normands, une première fois en 851, et de nouveau dans les années 879-880. Après 883, il reste peu de chose de l’abbaye. Les moines se sont réfugiés entre-temps à Laon (région Hauts de France)

### Reconstruction
En 937, sous l’impulsion de l’évêque de Tournai, le comte de Flandre Arnoul Ier s’applique à faire renaître et à contrôler l’ancienne abbaye. De cette façon, il s'assure d'une certaine influence sur la population et d'une aide efficiente pour la mise en valeur des terres par les religieux.
Une campagne de travaux commence en 946-947, et la règle de saint Benoît est alors retenue.
Récupérant une partie de ses biens, l’abbaye est progressivement reconstruite aux Xe et XIe siècles. Une nouvelle abbatiale est consacrée en 1058, et, désormais rattachée à l'Ordre de Saint-Benoît, l'abbaye Saint-Bavon connaît un nouvel essor.

### Conflit avec l'abbaye voisine
Durant près de deux siècles, aux Xe et XIe siècles, l’abbaye est en conflit avec sa voisine immédiate, l’abbaye Saint-Pierre-au-Mont-Blandin, de Gand. Toutes deux revendiquent la paternité de Saint Amand, et donc la préséance sur la rivale. Au XIe siècle, des pèlerinages populaires autour de la dévotion à saint Macaire[Lequel ?] se déroulent à Sainte-Bavon.

### Deux périodes distinctes: développement puis déclin
Elle est florissante, et prestigieuse au XIVe siècle. Au temps des relations proches entre le comté de Flandre et le royaume d’Angleterre, elle reçoit dans ses murs, en 1341, le roi Édouard III d'Angleterre et sa femme Philippine qui y met au monde un fils, Jean de Gand, duc de Lancastre. Le 20 juin 1369, le mariage de Philippe le Hardi avec Marguerite de Flandre est célébré dans son église abbatiale (la date est historique car de ce jour le duché de Bourgogne s’est introduit dans les affaires des Pays-Bas). D'autre part, Michelle de France, épouse de Philippe le Bon y est enterrée.
Ensuite elle décline, jusqu’à connaître au XVe siècle un étiage tant spirituel que financier, puis à nouveau prospère, pour devenir à la fin du XVe siècle une abbaye bénédictine influente. Cela permet de nouveaux projets : en 1495, des travaux d’embellissement sont effectués, dont le remaniement du cloître.

### Suppression de l’abbaye
Des impératifs politiques et stratégiques mettent fin à Saint-Bavon de Gand. En effet, pour mieux mater la population gantoise souvent rebelle, Charles Quint désire faire construire une citadelle à Gand. Il jette son dévolu sur l’emplacement de l'abbaye. Les moines sont alors sécularisés en 1536 par le pape Paul III, et, comme chanoines, reçoivent la charge (et les revenus) de l’église Saint-Jean, érigée dès lors en collégiale Saint-Bavon La révolte de 1539 précipite son projet. Les bâtiments de l’abbaye sont pour partie démolis, pour partie absorbés dans la nouvelle citadelle. En 1545, 2 500 hommes sont casernés dans ce que l’on appelle le « Château des Espagnols ».
Dès lors, l’histoire des bâtiments de l’abbaye est intimement liée à l’histoire militaire de la ville de Gand.
Au XVIe siècle, les troubles religieux affectent l'ancienne abbaye. L'ancienne église abbatiale est en effet détruite par les Calvinistes (1581).

### Aujourd'hui
Après 1830, le lotissement de terrains ont fait disparaître la plus grande partie des bâtiments de l'ancienne abbaye.

## Aspects culturels
Le site de l'abbaye Saint-Bavon est animé par "Les voisins de l'abbaye" (un groupe de contributeurs aux approches et centres d'intérêt variés qui y organisent des évènements et visites guidées).

### Vestiges
On a découvert des vestiges de l’abbaye lors du démantèlement de cette « citadelle espagnole » dans les années 1830. Ces ruines, qui ne constituent qu’une fraction de l’ancienne abbaye de bénédictins, sauvegardées grâce à l'intervention d'Auguste Van Lokeren, comprennent :
- les vestiges de l’ancienne abbatiale romane (du XIe au XIIIe siècle, remaniée en style gothique au XIIIe siècle) ;
- un cloître en gothique tardif (1495) ;
  - Il fut relevé à la fin du XVe siècle par l'abbé de Mercatel, bâtard de Philippe le Bon. On y remarque les voûtes en briques sur nervure de pierre blanche retombant sur des consoles historiées, et un lavatorium octogonal.
- une aile orientale, avec une salle du chapitre en style de transition romano-gothique (1re moitié du XIIIe siècle) ;
- une aile nord sur deux étages, comprenant la « salle gothique » (XVe siècle) ;
- le réfectoire roman (XIIe siècle), devenu musée des objets de pierre depuis 1834 ;
  - ses dimensions sont de 41 × 10,5 mètres. Il abrite des vestiges de peintures murales. Dans ses combles est installé un musée archéologique.
- les celliers, qui datent des XIIe et XIVe siècles ;
- un puits s'élevant dans la cour ;
- une aile occidentale, avec les quartiers des frères lais et un mur du XIe siècle.

### Musée des objets de pierre
Il se situe principalement dans l'ancien réfectoire de l'abbaye, vaste salle romane de près de 41 m de long sur 10,5 m de large. On y distingue spécialement une dalle funéraire qui, selon la tradition, aurait recouvert les restes du peintre de « L'Agneau mystique », Hubert van Eyck.